# Ed Harris
Ed Harris (New Jersey, SAD, 28. studenog 1950.), američki karakterni glumac
Pravim ime: Edward Allen Harris.

## Mlade godine
Harris se rodio u gradu Tenafly, u američkoj državi New Jersey, 1950. Bio je vrhunski atletičar u srednjoj školi te se čak natjecao u atletskim igrama 1969. u fakultetu Columbia. Kada je imao 21 godinu njegova obitelj se je preselila u Oklahomu a on je otkrio svoje zanimanje za glumu u kazalištu. Upisao se u fakultet Oklahome kako bi studirao glumu te se kasnije preselio u Los Angeles i uključio u "Kalifornijski institut umjetnosti".

## Karijera
Harrisov prvi film bio je Koma iz 1978. a prva važnija uloga ona u filmu Borderline iz 1980. godine. 1983. je bila njegova prijelomna godina; glumio je astronauta u hvaljenom biografskom filmu Put u svemir te je postao zvijezda. Svoju prvu nominaciju za Oscara dobio je za dramu Apollo 13 te drugu za hvaljenu satiru Trumanov Show, za kojeg je čak i uspio osvojiti Zlatni globus. Godine 2000. je debitirao kao redatelj biografskim filmom Pollock. Uloge u filmovima Sati i Povijest nasilje ponovno su mu donijeli pohvale kritičara.
Od 1983. godine oženjen je s Amy Madigan, s kojom ima kćerku Lily.

## Izabrana filmografija
- 1978. - Koma
- 1983. - Put u svemir
- 1984. - Mjesto u srcu
- 1989. - Bezdan
- 1993. - Tvrtka
- 1995. - Apollo 13; Nominacija za Oscar i Zlatni globus
- 1997. - Apsolutna moć
- 1998. - Trumanov Show; Osvojen Zlatni globus, nominacija za Oscara i BAFTA-u
- 2000. - Pollock; Nominacija za Oscara
- 2001. - Genijalni um
- 2002. - Sati; Nominacija za Oscara i Zlatni globus
- 2005. - Povijest nasilja

## Vanjske poveznice
- IMDb profil
- Notable Names site